# ライス・アンダーソン
ライス・アンダーソン（Leith Anderson、1944年 - ）は、福音派の牧師。全米福音同盟議長。ムーディ聖書学院、ブラッドリー大学に学び、フラー神学校で博士号。デンバー神学校学長を務めた。
2009年11月に、人間の生命の神聖、結婚の尊厳、良心と信仰の自由を守るため、マンハッタン宣言に署名。